# Puente entre Tayikistán y Afganistán en Tem-Demogan
El Puente entre Tayikistán y Afganistán en Tem-Demogan fue inaugurado el 3 de noviembre de 2002. Se extiende sobre el río Panj. Fue el primero de los cuatro puentes previstos para construir con la colaboración de la Fundación Aga Khan.
Tem es un Microdistricto de Khorugh, en la provincia autónoma de Gorno-Badakhshan, Tayikistán, que se muy poco poblada. Muchos de los habitantes de allí son musulmanes ismaelitas - seguidores de Aga Khan. Demogan es una localidad en la vecina Afganistán. El puente costó $ 400.000.